# .dev
.dev是由Google运营的顶级域名。2019年2月18日起对公众开放注册。.dev域名主要面向软件开发人员，并强制使用HTTPS。

## 恶搞
.dev域名开放注册之后，emacs.dev被人重定向到了Vim的官方网站，随后vim.dev也被重定向到了Emacs的官方网站，但现在这两个域名均已废弃。